# José Millán Astray (1850-1923)
José Millán Astray (1850-1923) fue un abogado, funcionario y escritor español.

## Biografía

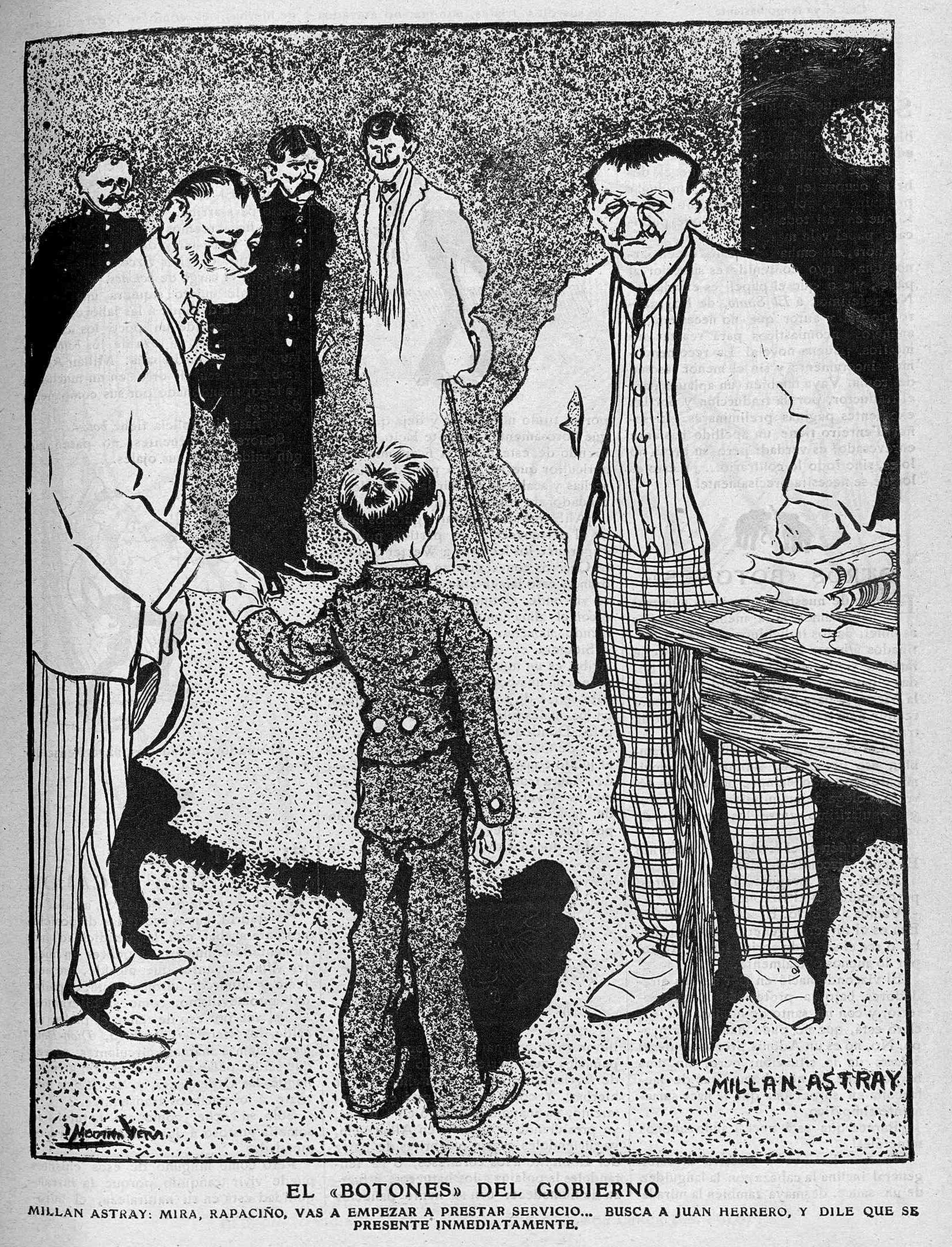
Caricatura de 1908 en la que aparece Millán Astray

Nació en Santiago de Compostela en 1850. Abogado y escritor, fue jefe del Cuerpo de Establecimientos Penales. Escribió algunas obras de teatro y en 1883 fue uno de los fundadores del periódico El Día, entre los que se contó también el marqués de Riscal. También escribió para otras publicaciones periódicas como El Correo Ilustrado y  Museo Criminal. Tuvo como hijos, con Pilar Terreros, al militar José Millán-Astray y a la escritora Pilar Millán-Astray. Falleció el 7 de noviembre de 1923.